# Idaea egenaria
Idaea egenaria là một loài bướm đêm trong họ Geometridae.